# 谭乃大
谭乃大（1903年—1960年），又名德容，号道中，四川梁平县人，国民革命军中将副军长。

## 生平
1946年9月初的定陶战役，整编第20旅旅长谭乃大突围时受伤被俘，但该旅1000馀人分散突围。